# Genfer Atomkonferenz
Die erste Genfer Atomkonferenz (englisch: International Conference on the Peaceful Uses of Atomic Energy) fand vom 8. bis zum 20. August 1955 in Genf unter der Federführung der Vereinten Nationen statt. Den Anlass bot Dwight D. Eisenhowers Rede Atoms for Peace. Sie führte letztlich zur Gründung der Internationalen Atomenergie-Organisation (IAEO; englisch: IAEA). Folgekonferenzen fanden in unregelmäßigem Abstand statt, die zweite wurde vom 1. bis 13. September 1958, die dritte vom 31. August bis zum 9. September 1964 und die vierte vom 6. bis zum 16. September 1971 erneut in Genf abgehalten.
| No. | Zeitraum                             |
| --- | ------------------------------------ |
| 1.  | 8. bis zum 20. August 1955           |
| 2.  | 1. bis 13. September 1958            |
| 3.  | 31. August bis zum 9. September 1964 |
| 4.  | 6. bis zum 16. September 1971        |

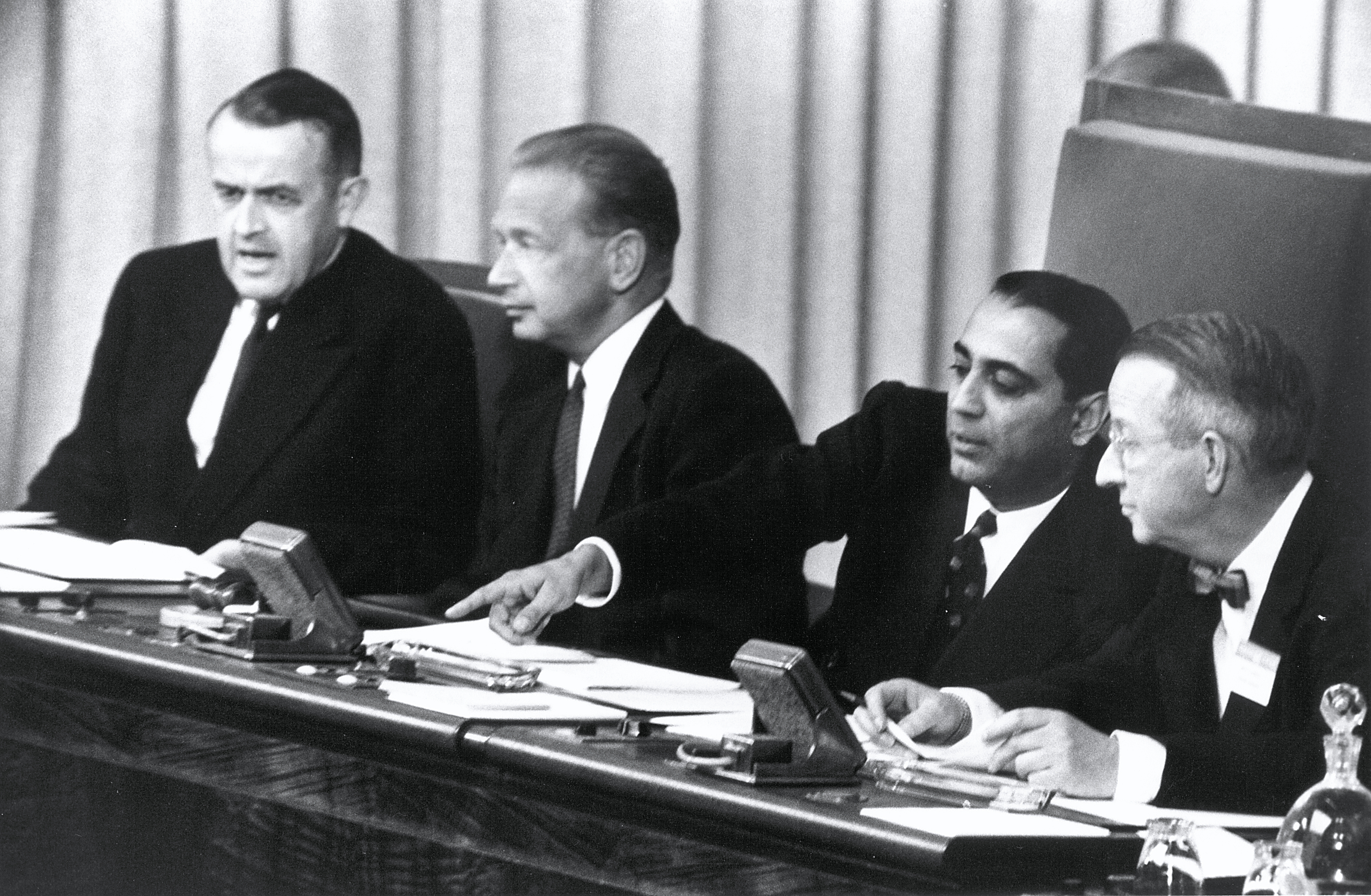
Vlnr: Max Petitpierre, Präsident der Schweizerischen Eidgenossenschaft, UNO-Generalsekretär Dag Hammarskjöld, Dr. Homi J. Bhabha aus Indien, Präsident der Konferenz, und Prof. Walter G. Whitman aus den Vereinigten Staaten, Generalsekretär der Konferenz. (8. August 1955)

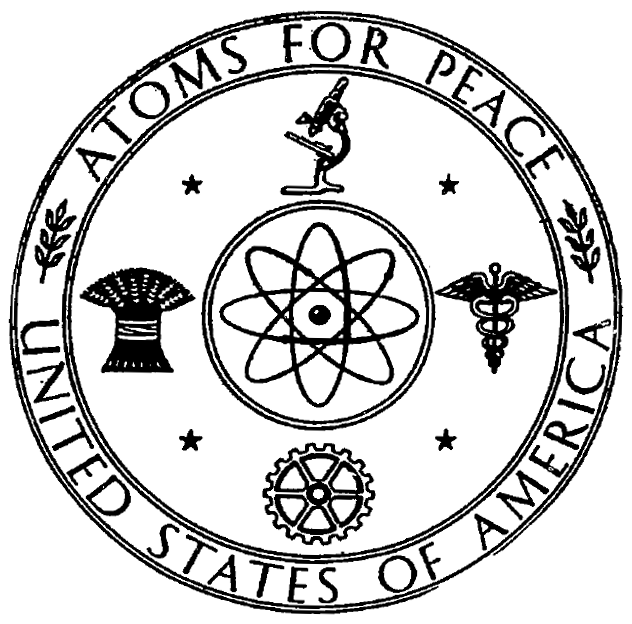
Symbol, welches auf einigen der Dokumente und Bücher aus der Konferenz abgedruckt wurde. Um die Darstellung eines Atoms herum sind vier Bereiche der zivilen Atomenergie symbolisiert: wissenschaftliche Forschung, Medizin, Industrie und Landwirtschaft. Zwei Olivenzweige symbolisieren die friedliche Nutzung.

An der ersten, bereits Ende 1954 von den Vereinigten Staaten angeregten Konferenz nahmen etwa 1.500 Wissenschaftler teil und mehr als 1.000 Konferenzdokumente wurden eingereicht. Im Vordergrund stand die Sorge um eine zu erwartende Energieknappheit im Elektrizitäts-, aber auch im Wärme- und Treibstoffmarkt, und es wurden Konzepte vorgestellt, wie die zivile Nutzung der Kernenergie hier Abhilfe schaffen könnte. Dabei wurden vor allem Fragen der Wirtschaftlichkeit und des Kapitalbedarfs diskutiert und Fragen zur Sicherheit nuklearer Anlagen so gut wie gar nicht.
Die Atomgroßmächte, also die USA, Sowjetunion, Großbritannien und Frankreich, gaben auf dieser Konferenz das erste Mal einen Einblick in ihre bisherigen Aktivitäten und Pläne bezüglich der zivilen Nutzung der Kernenergie, also der Entwicklung und dem Bau von Kernkraftwerken. Gleichzeitig wurden die Möglichkeiten zur Kontrolle und Verbreitung von spaltbarem Material diskutiert.
Die Grundstimmung bei der Konferenz war sehr optimistisch, was die Entwicklungsmöglichkeiten der zivilen Nutzung der Kernenergie anbelangt.
Die 1. Genfer Atomkonferenz löste bei den Delegierten Deutschlands einen gewissen Schock aus, da diese den Eindruck bekamen, einen 10-Jahres-Rückstand aufholen zu müssen. Der Bundesrepublik war es nach dem Krieg erst mit der Unterzeichnung der Pariser Verträge wieder erlaubt, im Bereich der Kernphysik und Kernkrafttechnik zu forschen.

## Deutsche Delegation
Zum Leiter der deutschen Delegation, die aus 68 Mitgliedern bestand, war Otto Hahn von Außenminister Heinrich von Brentano berufen worden. Mitglieder der deutschen Delegation, die nur zwei wissenschaftliche Beiträge zur Diskussion vorlegen konnte, waren hauptsächlich Chemiker und Physiker wie Erich Bagge, Erwin Willy Becker, Karl Heinz Beckurts, Wolfgang Gentner, Wilhelm Groth, Otto Haxel, Josef Mattauch, Heinz Maier-Leibnitz, Fritz Paneth, Boris Rajewsky, Wolfgang Riezler, Herwig Schopper, Rudolf Schulten und Karl Wirtz sowie einige Vertreter der Bundesministerien wie Günther Harkort, Carl Friedrich Ophüls und sehr vereinzelt Vertreter der Industrie wie Wilhelm Boveri, Wolfgang Finkelnburg und Karl Winnacker, aber keine Vertreter der Elektrizitätsversorgungsunternehmen EVU. In Folge kam der Anstoß, die zivile Nutzung der Kernenergie in Deutschland einzuführen, vorrangig von der Wissenschaft sowie der Politik und Industrie, nicht von den Energieversorgungsunternehmen.

## Veröffentlichungen
Zu den Konferenzen wurden große Mengen an wissenschaftlichen Beiträgen, umgangssprachlich (damals) auch bekannt als englisch Geneva Papers ‚Genfer Fachartikel‘, in Form von Büchern veröffentlicht. Die Publikationen sind in Englisch, wobei auch einzelne Übersetzungen herausgegeben wurden. Einzelne Bücher wurden digitalisiert und durch die UN Archives (siehe Weblinks) verfügbar.

### Proceedings of the International Conference on the Peaceful Uses of Atomic Energy (8 August - 20 August 1955)
| Vol. | Titel                                                                                    |
| ---- | ---------------------------------------------------------------------------------------- |
| 1    | The World’s Requirements for Energy; The Role of Nuclear Power                           |
| 2    | Physics; Research Reactors                                                               |
| 3    | Power Reactors                                                                           |
| 4    | Cross Sections important to Reactor Design                                               |
| 5    | Physics of Reactor Design                                                                |
| 6    | Geology of Uranium and Thorium                                                           |
| 7    | Nuclear Chemistry and the Effects of Irradiation                                         |
| 8    | Production Technology of the Materials Used for Nuclear Energy                           |
| 9    | Reactor Technology and Chemical Processing                                               |
| 10   | Radioactive Isotopes and Nuclear Radiations in Medicine                                  |
| 11   | Biological Effects of Radiation                                                          |
| 12   | Radioactive Isotopes and Ionizing Radiations in Agriculture, Physiology and Biochemistry |
| 13   | Legal, Administrative, Health and Safety Aspects of Large-Scale Use of Nuclear Energy    |
| 14   | General Aspects of the Use of Radioactive Isotopes; Dosimetry                            |
| 15   | Applications of Radioactive isotopes and Fission Products in Research and Industry       |
| 16   | Record of the Conference                                                                 |
| 17   | Index of the Proceedings                                                                 |

### Proceedings of the 2nd United Nations International Conference on the Peaceful Uses of Atomic Energy (1 September - 13 September 1958)
| Vol. | Titel                                                             |
| ---- | ----------------------------------------------------------------- |
| 1    | Progress in Atomic Energy                                         |
| 2    | Survey of Raw Material Resources                                  |
| 3    | Processing of Raw Materials                                       |
| 4    | Production of Nuclear Materials and Isotopes                      |
| 5    | Properties of Reactor Materials                                   |
| 6    | Basic Metallurgy and Fabrication of Fuels                         |
| 7    | Reactor Technology                                                |
| 8    | Nuclear Power Plants, Part 1                                      |
| 9    | Nuclear Power Plants, Part 2                                      |
| 10   | Research Reactors                                                 |
| 11   | Reactor Safety and Control                                        |
| 12   | Reactor Physics                                                   |
| 13   | Reactor Physics and Economics                                     |
| 14   | Nuclear Physics and Instrumentation                               |
| 15   | Physics in Nuclear Energy                                         |
| 16   | Nuclear Data and Reactor Theory                                   |
| 17   | Processing Irradiated Fuels and Radioactive Materials             |
| 18   | Waste Treatment and Environmental Aspects of Atomic Energy        |
| 19   | The Use of Isotopes: Industrial Use                               |
| 20   | Isotopes in Research                                              |
| 21   | Health and Safety: Dosimetry and Standards                        |
| 22   | Biological effects of Radiation                                   |
| 23   | Experience in Radiological Protection                             |
| 24   | Isotopes in Biochemistry and Physiology, Part 1                   |
| 25   | Isotopes in Biochemistry and Physiology, Part 2                   |
| 26   | Isotopes in Medicine                                              |
| 27   | Isotopes in Agriculture                                           |
| 28   | Basic Chemistry in Nuclear Energy                                 |
| 29   | Chemical Effects of Radiation                                     |
| 30   | Fundamental Physics                                               |
| 31   | Theoretical and Experimental Aspects of Controlled Nuclear Fusion |
| 32   | Controlled Fusion Devices                                         |
| 33   | Index of the Proceedings                                          |

### Proceedings of the 3rd International Conference on the Peaceful Uses of Atomic Energy (31 August - 9 September 1964)
| Vol. | Titel                                                       |
| ---- | ----------------------------------------------------------- |
| 1    | Progress in Atomic Energy                                   |
| 2    | Reactor Physics                                             |
| 3    | Reactor Studies and Performance                             |
| 4    | Reactor Control                                             |
| 5    | Nuclear Reactors – I. Gas-cooled and Water-cooled Reactors  |
| 6    | Nuclear Reactors – II. Fast Reactors and Advanced Concepts  |
| 7    | Research and Testing Reactors                               |
| 8    | Reactor Engineering and Equipment                           |
| 9    | Reactor Materials                                           |
| 10   | Nuclear Fuels – I. Fabrication and Reprocessing             |
| 11   | Nuclear Fuels – II. Types and Economics                     |
| 12   | Nuclear Fuels – Ill. Raw Materials                          |
| 13   | Nuclear Safety                                              |
| 14   | Environmental Aspects of Atomic Energy and Waste Management |
| 15   | Special Aspects of Nuclear Energy and Isotope Applications  |
| 16   | List of Papers and Indexes                                  |

### Proceedings of the 4th International Conference on the Peaceful Uses of Atomic Energy (6 - 16 September 1971)
| Vol. | Titel |
| ---- | --- |
| 1    | Opening and closing speeches; special talks; world energy needs and resources, and the role of nuclear energy; national and international organizations; narrative of the exhibits |
| 2    | Performance of nuclear plants; costing of nuclear plants; fuel management |
| 3    | Safety aspects of nuclear plants; legal aspects of nuclear energy |
| 4    | Integration of nuclear plants in electrical networks; integrated planning of nuclear industry; fuel materials technology                                                           |
| 5    | Breeder and advanced converter reactors |
| 6    | Small and medium power reactors; desalination and agro-industrial complexes; role of research reactors; impact of nuclear energy in developing countries                           |
| 7    | Advanced energy concepts; peaceful nuclear explosions; special applications, including ship propulsion; controlled thermonuclear reactions; application of transuranium isotopes   |
| 8    | Uranium and thorium ore resources; fuel fabrication and reprocessing |
| 9    | Isotope enrichment; fuel cycles; safeguards |
| 10   | Effects of irradiation on fuels and materials |
| 11   | Health physics and radiation protection; radioactive waste management; the environment and public acceptance                                                                       |
| 12   | Nuclear methods in food production; education and training, and public information                                                                                                 |
| 13   | Medical applications; radiation biology |
| 14   | Applications of nuclear techniques in industry and natural resources |
| 15   | Indexes and lists |